# Herschel (krater)
För andra betydelser, se Herschel.
Herschel är en nedslagskrater på planeten Mars. Den namngavs efter 1700-talsastronomerna William Herschel och John Herschel.
Herschel har en diameter på 297 km, så stor att den bör kallas nedslagsbassäng. Den ligger i kraterhögländerna i Mars södra hemisfär, vid 14.5°S, 129.9°V. Dess kratergolv, som upptäcktes av rymdsonden Mars Global Surveyor, innehåller fält av mörka sanddyner.